# Индијан Ривер (Мичиген)
Индијан Ривер (енгл. Indian River) насељено је место без административног статуса у америчкој савезној држави Мичиген.

## Демографија
По попису из 2010. године број становника је 1.959, што је 49 (-2,4%) становника мање него 2000. године.
| Група             | 2000.         | 2010.         |
| Белци             | 1.932 (96,2%) | 1.867 (95,3%) |
| Афроамериканци    | 1 (0,0%)      | 2 (0,1%)      |
| Азијати           | 2 (0,1%)      | 6 (0,3%)      |
| Хиспаноамериканци | 29 (1,4%)     | 18 (0,9%)     |
| Укупно            | 2.008         | 1.959         |